# Ганущак Віктор Іванович
Віктор Іванович Ганущак (4 березня 1971, Вінниця) — український військовик, Заступник командувача Об’єднаних сил. Генерал-майор. Командир Українського миротворчого контингенту у Косово (2001–2002). Т.в.о. Командувача військами Західного оперативного командування (2012). Начальник управління Східного територіального командування внутрішніх військ МВС України (з 2013).

## Біографія
Народився 4 березня 1971 року у місті Вінниця. У 1992 році закінчив Далекосхідне вище загальновійськове командне училище (Благовещенськ). Національну академію оборони України (2000). У 2008 році Ганущак здобув спеціальність: «Магістр державного військового управління».
Служив на посадах від командира взводу до командира механізованої бригади. З липня 2001 року по серпень 2002 рр. — очолював Український миротворчий контингент у Косово. У 2008–2009 рр. — заступник начальника Головного управління логістики з тилу Командування сил підтримки Збройних Сил України. 
У серпні 2008 року отримав звання "генерал-майор".
З грудня 2009 по травень 2012 рр. — начальник штабу-перший заступник командувача Західного оперативного командування Сухопутних військ Збройних Сил України. З травня 2012 року тимчасовий виконувач обов'язків командувача Західного оперативного командування Сухопутних військ Збройних Сил України.
З 29 жовтня 2013 року призначений начальником управління Східного територіального командування внутрішніх військ МВС України.
У січні 2017 року Віктор Ганущак, разом з іншими чотирма генералами, приєднався до світового флешмобу #22PushupChallenge.

## Нагороди та відзнаки
- Медаль «За військову службу Україні» (2003)[8]
- Золотий Хрест Центру військового капеланства (2012)[9]